# C'è di più
C'è di più è il quarto e ultimo album in studio di Alex Baroni. Pubblicato postumo dall'etichetta discografica BMG Ricordi nel 2004, contiene la canzone Ultimamente che dà invece il titolo al suo terzo disco. Unico estratto da questo quinto long playing, raggiungerà il numero 16 in classifica nell'inverno del 2004, vendendo 16 000 copie (record per i suoi singoli fino ad allora: Cambiare ne vende 11.000, Sei tu o lei (Quello che voglio) 12.000, Onde 13.000).

## Descrizione
L'album contiene le voci di Monica Hill della prima serie di Amici di Maria de Filippi (ancora Saranno famosi), nonché un medley live costituito da una crasi di Imagine e Yesterday dei Beatles. I brani inseriti in questo lavoro sono stati ufficialmente registrati nel periodo 1997-2002. Il medley rappresenta l'unica performance live disponibile incisa da Baroni.

## Tracce
1. Libero – 4:05 (Baroni, M.Calabrese, Rinalduzzi, D'Angelo)
2. Ultimamente – 4:29 (Baroni, M.Calabrese, Rinalduzzi, D'Angelo)
3. Sei la mia canzone – 3:49 (Baroni, Baroni, M.Calabrese, Rinalduzzi)
4. C'è di più – 3:24 (P.Calabrese, M.Calabrese, Rinalduzzi, D'Angelo))
5. Giorno dopo giorno – 3:31 (Baroni, Baroni, M.Calabrese, Rinalduzzi)
6. Un anno fa – 4:13 (Salerno, Guidetti, Caravano)
7. Come te – 4:01 (Baroni, Baroni, M.Calabrese, Rinalduzzi)
8. Sei dentro di me – 4:07 (P.Calabrese, M.Calabrese, Rinalduzzi, D'Angelo)
9. Maria – 3:14 (Roversi, Ravasini)
10. Rain – 2:09 (Morgan, Pastorius)
11. E ti farò volare – 3:45 (Baroni, Baroni, M.Calabrese, Rinalduzzi)
12. Non mi fermo mai – 4:03 (Baroni, Ravasini)
13. Medley:Yesterday/Imagine – 6:30 (Lennon, McCartney, Lennon)

## Formazione
- Alex Baroni - voce
- Massimo Calabrese, Paolo Costa, Fabio Pignatelli - basso
- Marco Siniscalco - basso e tastiere
- Agostino Marangolo, Luca Trolli, Derek Wilson - batteria
- Adriano Martino, Davide Aru - chitarra
- Marco Rinalduzzi - chitarra, pianoforte e tastiere
- Claudio Guidetti, Danilo Rea - pianoforte
- Giancarlo Ciminelli - tromba e flicorno
- Franco Marinacci - sax baritono e tenore